# Darlene Hard
Darlene Hard (Los Ángeles, California, 6 de enero de 1936-Ib.,  2 de diciembre de 2021) fue una jugadora de tenis estadounidense. Conocida por su capacidad de volea y servicios fuertes, conquistó títulos individuales en el Campeonato de Francia de 1960 y en el US Open de 1960 y 1961.

## Ámbito deportivo
Con ocho parejas diferentes, ganó un total de trece títulos de dobles femenino en torneos de Gran Slam. Su último título de dobles, a la edad de 33 años y en el US Open de 1969, llegó seis años después de que se retirara y convirtiera en profesora de tenis. También jugó el torneo individual del US Open en 1969, perdiendo en segunda ronda ante Françoise Durr por 6-3, 6-3.
Según Lance Tingay del Daily Telegraph y el Daily Mail, Hard se clasificó entre los diez primeros del mundo de 1957 a 1963, alcanzando en su carrera un número 2 en los rankings de 1957, 1960 y 1961. Hard fue incluida en el ranking top diez de fin de año publicado por la United States Lawn Tennis Association desde 1954 hasta 1963. Fue la jugadora mejor clasificada de Estados Unidos desde 1960 hasta 1963.
Hard entró a formar parte del Paseo de la Fama del Tenis Internacional en 1973.
A Hard le sobrevivió su hermana, Claire Brundage. Darlene estuvo brevemente casada y no tuvo hijos.

## Finales de Grand Slam individuales

### Ganadas (3)
| Año  | Torneo             | Oponente en la final | Puntaje final   |
| 1960 | Roland Garros      | Yola Ramírez Ochoa   | 6–3, 6–4        |
| 1960 | Abierto de EE. UU. | Maria Bueno          | 6–4, 10–12, 6–4 |
| 1961 | Abierto de EE. UU. | Ann Haydon Jones     | 6–3, 6–4        |

### Perdidas (4)
| Año  | Torneo             | Oponente en la final | Puntaje final |
| 1957 | Wimbledon          | Althea Gibson        | 6–3, 6–2      |
| 1958 | Abierto de EE. UU. | Althea Gibson        | 3–6, 6–1, 6–2 |
| 1959 | Wimbledon          | Maria Bueno          | 6–4, 6–3      |
| 1962 | Abierto de EE. UU. | Margaret Court       | 9–7, 6–4      |

## Línea de tiempo de los torneos de Grand Slam individuales
| Tournament           | 1953  | 1954  | 1955  | 1956  | 1957  | 1958  | 1959  | 1960  | 1961  | 1962  | 1963  | 1964 - 1968 | 1969  | 1970  | Career SR |
| -------------------- | ----- | ----- | ----- | ----- | ----- | ----- | ----- | ----- | ----- | ----- | ----- | ----------- | ----- | ----- | --------- |
| Abierto de Australia | A     | A     | A     | A     | A     | A     | A     | A     | A     | QF    | A     | A           | A     | A     | 0 / 1     |
| Roland Garros        | A     | A     | 2R    | 3R    | QF    | A     | A     | W     | 4R    | A     | 2R    | A           | A     | A     | 1 / 6     |
| Wimbledon            | A     | A     | SF    | 3R    | F     | A     | F     | QF    | A     | QF    | SF    | A           | A     | A     | 0 / 7     |
| Abierto de EE. UU.   | 2R    | SF    | 3R    | QF    | SF    | F     | SF    | W     | W     | F     | QF    | A           | 2R    | 2R    | 2 / 13    |
| SR                   | 0 / 1 | 0 / 1 | 0 / 3 | 0 / 3 | 0 / 3 | 0 / 1 | 0 / 2 | 2 / 3 | 1 / 2 | 0 / 3 | 0 / 3 | 0 / 0       | 0 / 1 | 0 / 1 | 3 / 27    |

A = Ausente.